# Wiesława Kosmalska
Wiesława Kosmalska-Maklakiewicz (ur. 20 sierpnia 1935 w Łodzi) – polska aktorka teatralna i filmowa. Zagrała jedną z głównych ról w filmie Człowiek z żelaza (1981; reż. Andrzej Wajda).
Jest absolwentką Państwowej Wyższej Szkoły Filmowej, Telewizyjnej i Teatralnej w Łodzi (dyplom w 1959). 17 listopada 1958 zadebiutowała jako aktorka rolą Marysi w sztuce Intryga naprędce wg. Aleksandra Fredry w reżyserii Jadwigi Chojnackiej na scenie Teatru Powszechnego w Łodzi. Następnie była aktorką kolejno teatrów:
- Teatr Wybrzeże w Gdańsku (w latach 1959-62)
- Teatr Polski we Wrocławiu (w latach 1962-65)
- Teatr Polski w Warszawie (w latach 1965-68)
- Teatr Powszechny w Łodzi (w latach 1968-69)
- Teatr Ziemi Łódzkiej w Łodzi (w latach 1969-72)
- Teatr im. Adama Mickiewicza w Częstochowie (w latach 1972-73)
- Teatr Miejski im. Witolda Gombrowicza w Gdyni (w latach 1974-91)[1]

## Filmografia
- Noc poślubna (1958) jako gość weselny
- Yokmok (1963) jako dziewczyna na żaglowcu Yokmok
- Palec Boży (1972)
- Próba ognia i wody (1978) jako żona Małeckiego
- Spotkanie na Atlantyku (1980) jako pasażerka na Batorym
- Człowiek z żelaza (1981) jako Anna Hulewicz (imię Anna pada w filmie, choć w napisach podano inne imię bohaterki: Wiesława)
- Jeśli się odnajdziemy (1982) jako Dąbrowska
- Panny i wdowy (1991; serial TV) jako dyrektorka domu dziecka (w odc. 5.)
- Radio Romans (1994-95; serial TV) jako sprzedawczyni w sklepie z odzieżą dziecięcą (w odc. 15. pt. Dylematy)
- Lokatorzy (1999-2005; serial TV) jako Rachwałowa (w odc. 9. pt. W buzi dołki, w oczach fiołki) oraz jako dyrektorka szkoły prywatnej (w odc. 83. pt. Szansa na rodzinę)

Prywatnie w latach 60. była drugą żoną aktora Zdzisława Maklakiewicza, z którym miała córkę Agatę. Małżeństwo trwało 6 lat i zakończyło się rozwodem.